# Collagna
Collagna (emilianisch: Culâgna) ist eine Fraktion der italienischen Gemeinde (comune) Ventasso in der Provinz Reggio Emilia, Region Emilia-Romagna.

## Geografie
Der Ort liegt etwa 48 Kilometer südsüdwestlich von Reggio nell’Emilia im Nationalpark Toskanisch-Emilianischer Apennin auf einer Höhe von 830 m s.l.m. auf der orographisch linken Talseite des vom Secchia durchflossenen gleichnamigen Tales. Letzterer entspringt südwestlich von Collagna in den Alpe di Succiso.

## Geschichte
Collagna wurde erstmals 1153 urkundlich erwähnt. Bis 1872 hieß der Ort noch entsprechend dem lokalen Dialekt Culagna. 1920 wurden bei einem Erdbeben zahlreiche Gebäude zerstört. Collagna war bis 2015 eine eigenständige Gemeinde und schloss sich am 1. Januar 2016 mit der Nachbargemeinden Busana, Ligonchio und Ramiseto zur neuen Gemeinde Ventasso zusammen. Zum Gemeindegebiet von Collagna gehörten auch die Ortsteile Acquabona, Cerreto Alpi, Cerreto Laghi, Oratorio, Ponte Barone, Porali, Valbona und Vallisnera.  Die Nachbargemeinden waren Busana, Comano (MS), Fivizzano (MS), Ligonchio, Ramiseto und Sillano (LU). Die Gemeinde gehörte zur Bergemeinschaft Comunità montana dell’Appennino Reggiano.

## Verkehr
An Collagna führt die Strada Statale 63 del Valico del Cerreto von Aulla nach Gualtieri vorbei.

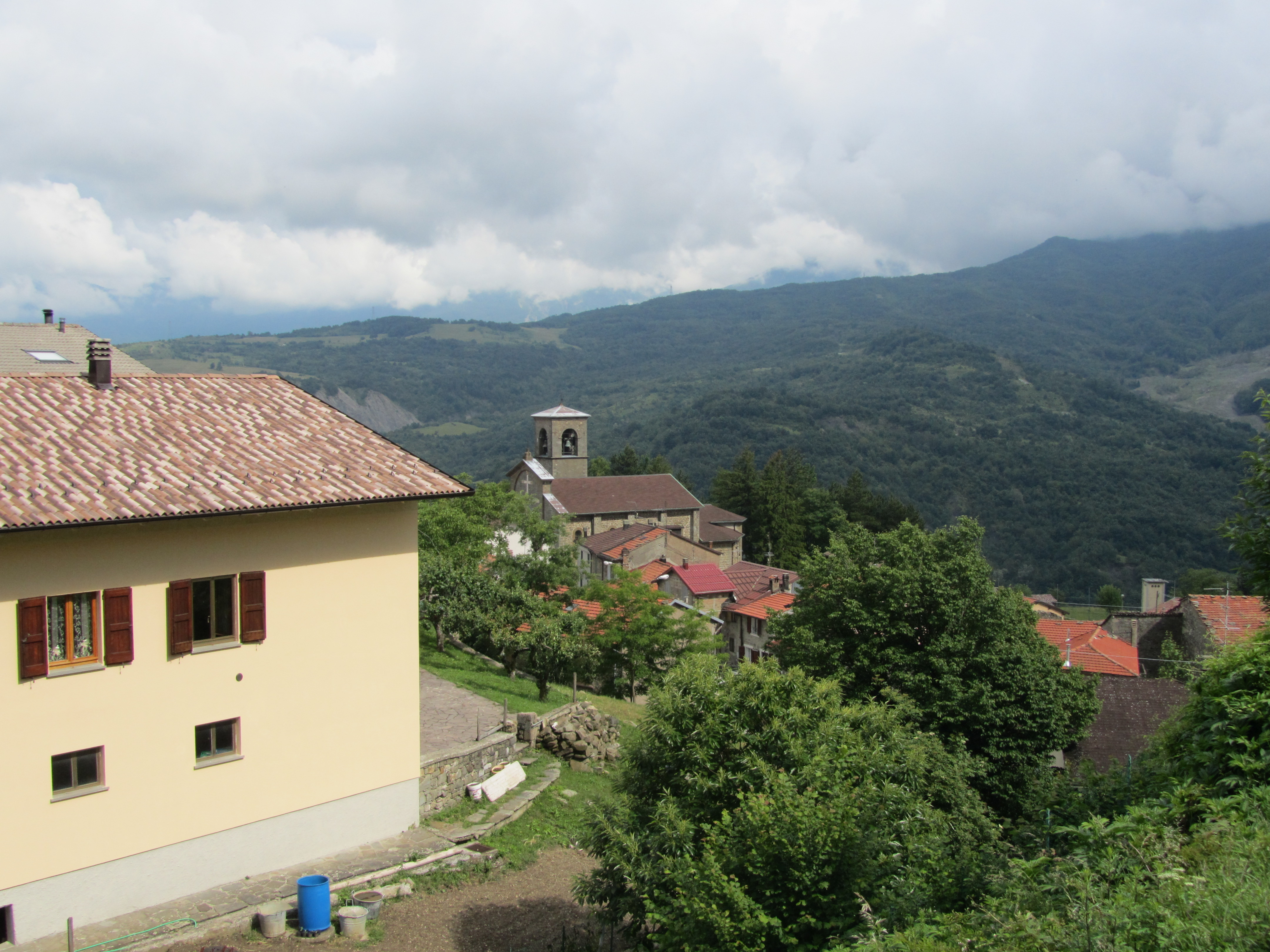
Pfarrkirche und Secchia-Tal
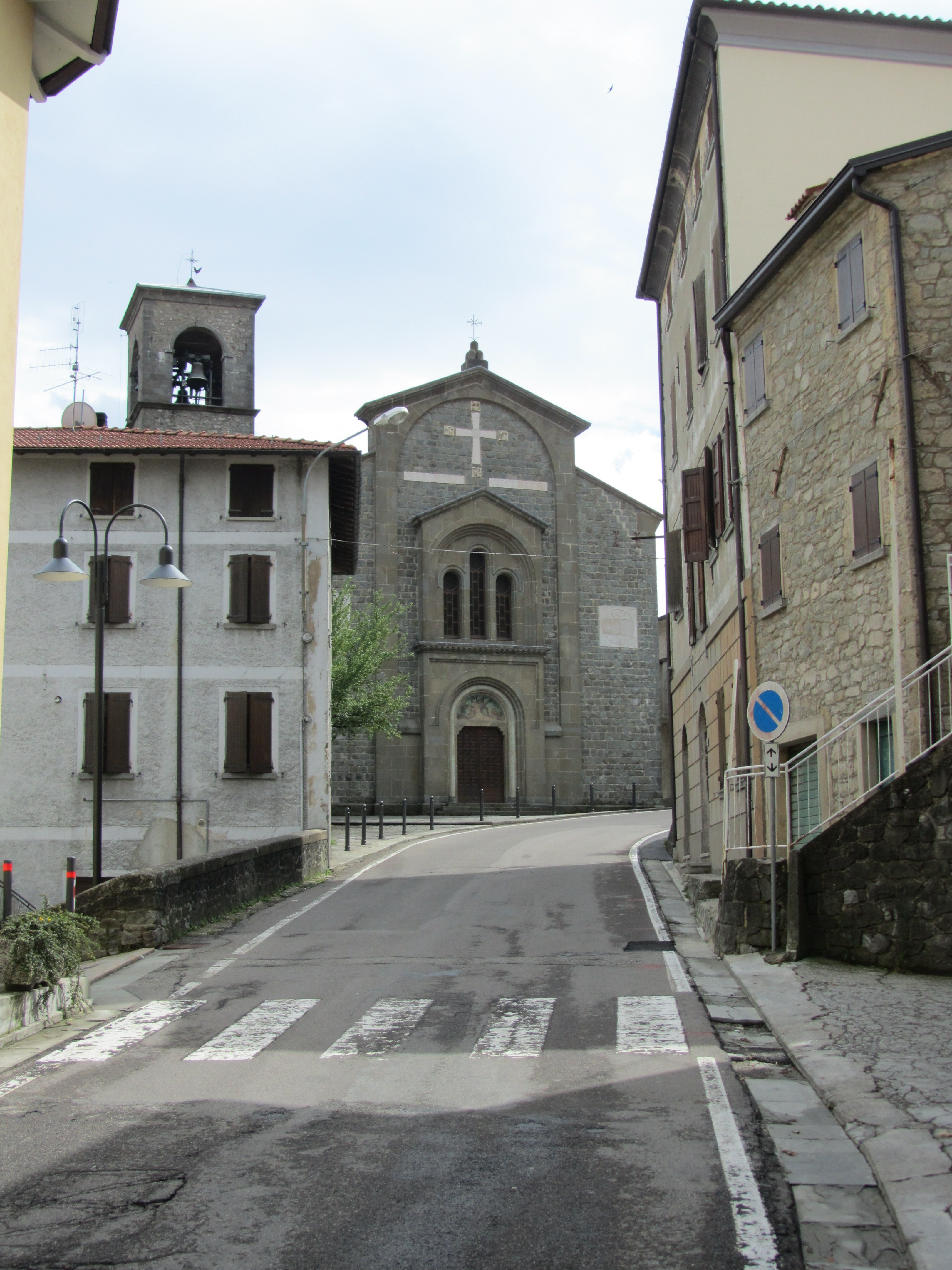
Pfarrkirche San Bartolomeo
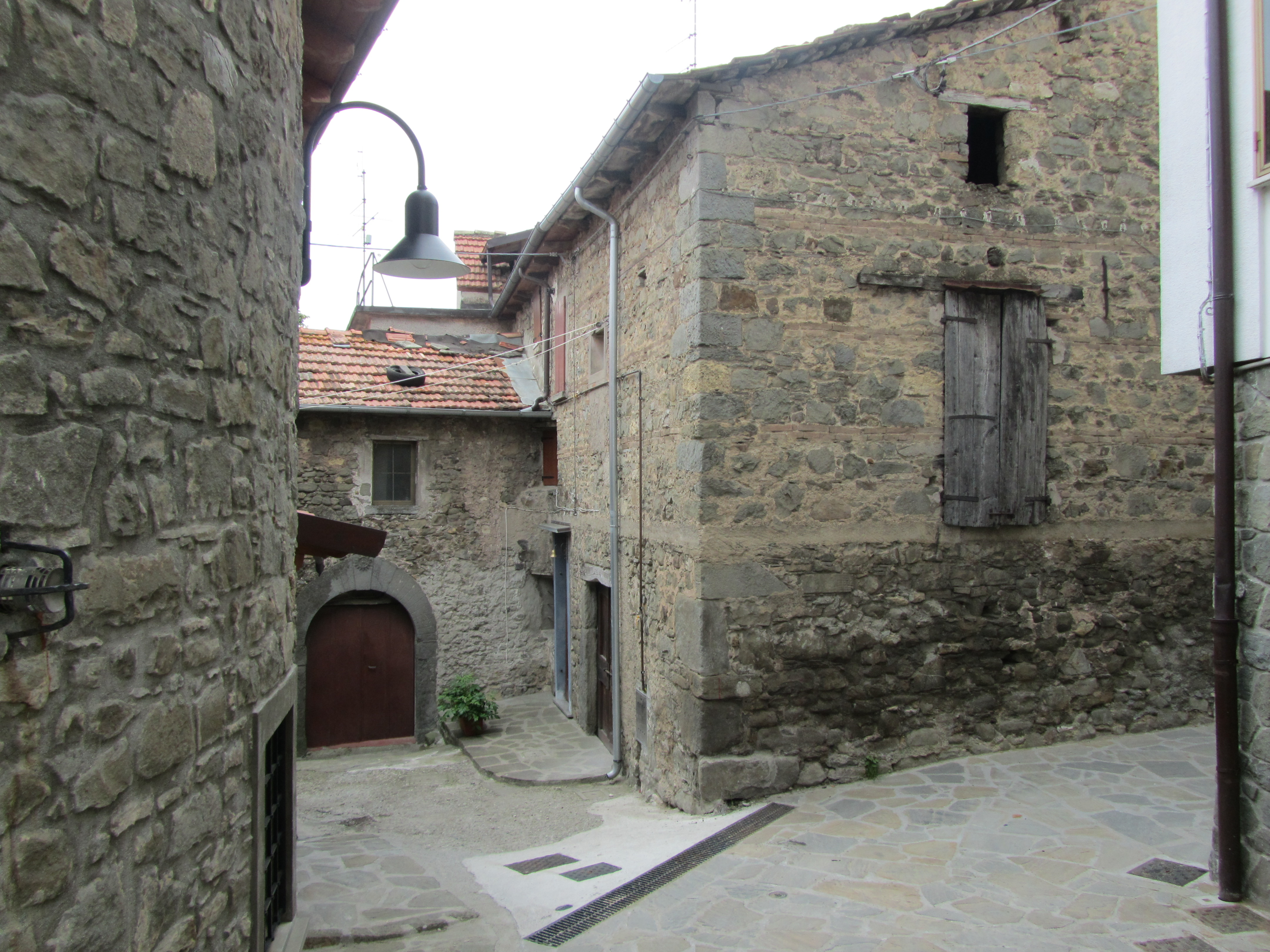
Gebäude in Collagna